# Charles D. Brown
Charles D. Brown (1 de julio de 1887 – 25 de noviembre de 1948) fue un actor teatral y cinematográfico de nacionalidad estadounidense.

## Biografía
Nacido en Council Bluffs, Iowa, Brown escribió y dirigió un único corto cinematográfico, The Bank Burglar's Fate,  en el año 1914. Como actor, participó en más de 100 filmes entre los años 1921 y 1948. Su carrera como actor teatral en el circuito de Broadway abarcó desde 1911 a 1937. 
Charles D. Brown falleció en Hollywood, California, en el año 1948, a causa de una dolencia cardiaca.

## Selección de su filmografía
- 1936 : Gold Diggers of 1937, de Lloyd Bacon
- 1937 : Thoroughbreds Don't Cry, de Alfred E. Green
- 1938 : The Shopworn Angel, de H.C. Potter
- 1938 : The Crowd Roars, de Richard Thorpe
- 1938 : Algiers, de John Cromwell
- 1939 : The Ice Follies of 1939, de Reinhold Schünzel
- 1939 : Little Accident, de Charles Lamont
- 1940 : Brother Orchid, de Lloyd Bacon
- 1940 : Camino de Santa Fe, de Michael Curtiz
- 1940 : The Grapes of Wrath, de John Ford
- 1941 : The Devil Pays Off, de John H. Auer
- 1941 : International Lady, de Tim Whelan
- 1941 : Tall, Dark and Handsome, de H. Bruce Humberstone
- 1943 : A Lady Takes a Chance, de William A. Seiter
- 1944 : Secret Command, de A. Edward Sutherland
- 1946 : The Hoodlum Saint, de Norman Taurog
- 1946 : The Killers, de Robert Siodmak
- 1946 : The Big Sleep, de Howard Hawks
- 1946 : Wake Up and Dream, de Lloyd Bacon
- 1947 : Una mujer destruida (Smash-Up: The Story of a Woman) de Stuart Heisler
- 1947 : Railroaded!, de Anthony Mann
- 1948 : On Our Merry Way, de King Vidor y Leslie Fenton
- 1948 : I Wouldn't Be in Your Shoes, de William Nigh
- 1948 : I Walk Alone, de Byron Haskin
- 1949 : Follow me Quietly, de Richard Fleischer